# Juniperus morrisonicola
Juniperus morrisonicola ist eine Pflanzenart aus der Familie der Zypressengewächse (Cupressaceae). Sie kommt endemisch auf der Insel Taiwan vor. Die Art wird von einigen Autoren als Varietät des Beschuppten Wacholders (Juniperus squamata) angesehen.

## Beschreibung
Juniperus morrisonicola wächst als immergrüner Strauch oder Baum der Wuchshöhen von 5 bis 10 Meter und Brusthöhendurchmesser von bis zu 1 Meter erreichen kann. Die langen, bleistiftförmigen Äste sind niederliegend. Die Zweige gehen aufsteigend von den Ästen ab.
Die Blätter sind bei einer Länge von 3 bis 5 Millimeter und einer Breite von rund 1 Millimeter linealisch geformt. Die Blattoberseite ist weißlich und die Blattunterseite grün gefärbt. Die Blätter stehen dicht an den Zweigen und sind wechselständig angeordnet.
Die Beerenzapfen sind bei einer Länge von 6 bis 8 Millimeter kugelig bis eiförmig geformt. Zur Reife hin sind sie purpurschwarz gefärbt. Jeder Zapfen trägt ein kugeliges bis eiförmiges Samenkorn.

## Verbreitung und Standort
Das natürliche Verbreitungsgebiet von Juniperus morrisonicola liegt auf der Insel Taiwan, wo man die Art in den zentralen Gebirgen findet.
Juniperus morrisonicola gedeiht bis in Höhenlagen von 3000 Metern. Die Art wächst vor allem an offenen, exponierten Hanglagen als Baum, ansonsten eher als Strauch.

## Systematik
Die Erstbeschreibung als Juniperus morrisonicola erfolgte 1908 durch Hayata Bunzō in The Gardeners’ Chronicle, Serie 3, Band 43, Seite 194. Ein Synonym für Juniperus morrisonicola Hayata ist Sabinella morrisonicola (Hayata) Nakai. Die Art wird zudem von einigen Autoren als Varietät Juniperus squamata var. morrisonicola (Hayata) H.L.Li & H.Keng des Beschuppten Wacholders (Juniperus squamata Buch.-Ham. ex D.Don) angesehen.

## Gefährdung und Schutz
Juniperus morrisonicola wird nicht in der Roten Liste der IUCN als geführt.